# جورج أندرسون (لاعب كرة قاعدة)
جورج أندرسون (بالإنجليزية: George Anderson)‏ هو لاعب كرة قاعدة أمريكي، ولد في 26 سبتمبر 1889 في كليفلاند في الولايات المتحدة، وتوفي بنفس المكان في 28 مايو 1962.